# Gránátos csillámpala
A gránátos csillámpalák a csillámpalákra jellemző hasadás mentén látható lemezes vagy táblás ásványok.
Gránátos csillámpalák csillámban (biotit és muszkovit) gazdagok, kvarc és földpát is jelen van. A rendszerint saját alakú gránátok kb. 5 mm-esek és a nyomás, valamint hőmérséklet változásának hatására nőttek kőzetben. A gránát általában a pirosas változat (almandin).

## Adatok
- Szerkezet: középdurvaszemcsés kőzet. A csillámok rendezettsége miatt a palásság jól fejlett. Kismértékű gyűrődés gyakran előfordul.
- Eredet: közepes fokozatú regionális metamorfózis terméke, a fillitnél mélyebb szinten. A mérsékelten magas nyomás és a hőmérséklet szerepet játszott az eredeti kőzetjellemzők megváltozásában.
- Csoport: metamorf;
- Eredet: gyűrthegység;
- Szemcseméret: közép;
- Osztályozás: regionális;
- Nyomás: mérsékelt;
- Hőmérséklet: alacsony–mérsékelt;
- Szövet: palás.